# Josef Tatíček
Josef Tatíček (2. května 1911 Prosetín – 4. ledna 1969) byl český a československý politik Komunistické strany Československa a poúnorový poslanec Národního shromáždění ČSR.

## Biografie
Po válce se angažoval v budování Jednotného svazu českých zemědělců, kde byl při jeho ustavení roku 1947 jmenován 2. místopředsedou. Před rokem 1952 působil v Ústřední radě odborů v sekci zemědělců. Pak od roku 1952 zastával post vedoucího ústřední správy státních statků na ministerstvu zemědělství. V roce 1959 se uvádí jako člen Jednotného zemědělského družstva v Prosetíně.
Po volbách roku 1954 byl zvolen za KSČ do Národního shromáždění ve volebním obvodu Bystřice nad Pernštejnem-Boskovice. Mandát nabyl až dodatečně v únoru 1959 jako náhradník poté, co zemřel poslanec Alois Málek.
V roce 1968 byl předsedou JZD v Prosetíně. V březnu toho roku se zúčastnil vzpomínkového setkání aktérů sjezdu rolnických komisí z doby únorového převratu, na jehož provádění se coby místopředseda Jednotného svazu českých zemědělců podílel. S odstupem hodnotil socializaci vesnice jako úspěšnou a odmítal soudobou paušální kritiku vykonané práce. V rámci počínajícího reformního procesu pražského jara nicméně uvítal chystaný vznik profesní organizace sdružující české zemědělské družstevníky.